# J.D. 윌리엄스
J.D. 윌리엄스(J. D. Williams, 1978년 5월 22일 ~ )는 미국의 배우, 텔레비전 배우, 영화배우이다. 뉴어크에서 태어났다.

## 영화
- 언 아메리칸 인 할리우드 (2014년) - 도리안 역
- 범죄의 제국 (2014년)
- 해피 뉴 이어 (2011년) - 제레모 역
- 디트로이트 1-8-7 (2010년)
- 폴링 어웨이크 (2009년)
- 킬 포인트 (2007년)
- 세컨드 라인 (2007년)
- 미스터 스미스 겟츠 어 허슬러 (2003년)
- 더 와이어 시즌1 (2002년)
- 스나이피스 (2001년)
- 오즈 (1997년)